# Mura Masa

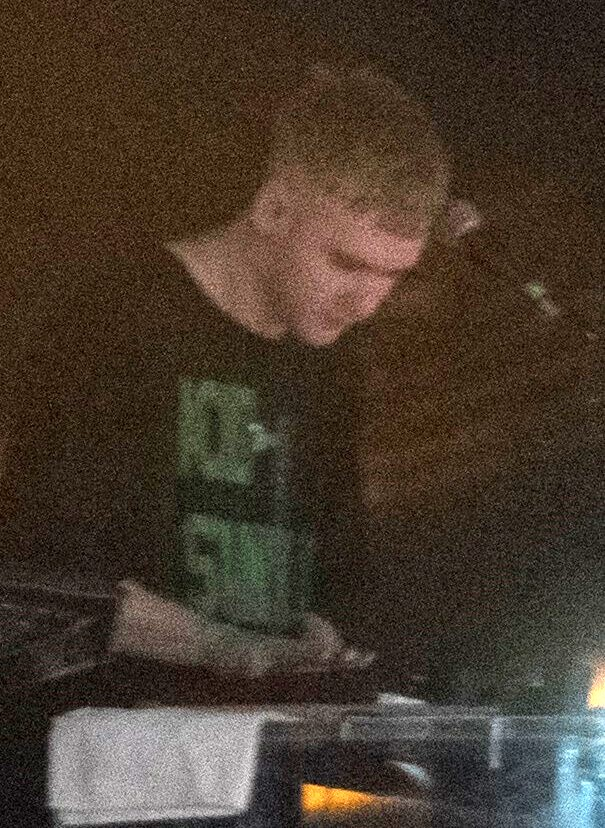
Mura Masa, 2017

Mura Masa (* 5. April 1996 in Castel, Guernsey; bürgerlich Alex Crossan) ist ein britischer Musikproduzent und Songwriter im Bereich der elektronischen Tanzmusik. Er steht beim Independent-Label Anchor Point Records unter Vertrag. Den Vertrieb übernehmen Polydor Records und Interscope Records. 

## Leben und Karriere
Crossan wurde auf der Kanalinsel Guernsey geboren und verbrachte dort seine Kindheit. Er begann im Alter von 15 Jahren mit der Produktion von elektronischen Liedern. Später wurden einige seiner Lieder über das BBC Radio 1 einer breiteren Öffentlichkeit bekannt.
Bei der BBC-Prognose Sound of 2016, die jeweils zu Jahresbeginn die erfolgversprechendsten neuen Musiker bestimmt, wurde er auf einen geteilten 5. Platz gewählt. Im selben Jahr hatte er seinen ersten großen kommerziellen Erfolg mit dem Lied Love$ick, welches in Kooperation mit dem Rapper A$AP Rocky produziert wurde. Der Beat wurde schon vorher als Lovesick Fuck produziert.
Es erreichte unter anderem Platz 14 der australischen Musikcharts und erhielt in Australien und Neuseeland Platin-Status.
Crossan trat auch als Co-Writer und Produzent von Seven Months, einem Lied der britischen Sängerin Låpsley, sowie des Liedes First Things First des Rappers Stormzy in Erscheinung. Sein Soundcloud-Account hat bereits mehr als 130.000 Follower.

## Diskografie
Studioalben

| Jahr | Titel     | Höchstplatzierung, Gesamtwochen, AuszeichnungChartplatzierungen (Jahr, Titel, Platzierungen, Wochen, Auszeichnungen, Anmerkungen) | Höchstplatzierung, Gesamtwochen, AuszeichnungChartplatzierungen (Jahr, Titel, Platzierungen, Wochen, Auszeichnungen, Anmerkungen) | Höchstplatzierung, Gesamtwochen, AuszeichnungChartplatzierungen (Jahr, Titel, Platzierungen, Wochen, Auszeichnungen, Anmerkungen) | Höchstplatzierung, Gesamtwochen, AuszeichnungChartplatzierungen (Jahr, Titel, Platzierungen, Wochen, Auszeichnungen, Anmerkungen) | Anmerkungen                           |
| Jahr | Titel     | DE | CH | UK | US | Anmerkungen                           |
| ---- | --------- | --- | --- | --- | --- | ------------------------------------- |
| 2017 | Mura Masa | DE86 (1 Wo.)DE | — | UK19 Silber · (2 Wo.)UK | US192 (1 Wo.)US | Erstveröffentlichung: 14. Juli 2017   |
| 2020 | R.Y.C.    | — | — | UK23 (1 Wo.)UK | — | Erstveröffentlichung: 17. Januar 2020 |

Weitere Alben
- 2022: Demon Time

EPs
- 2015: Someday Somewhere

Mixtapes
- 2014: Soundtrack to a Death

Singles

| Jahr | Titel Album         | Höchstplatzierung, Gesamtwochen, AuszeichnungChartplatzierungen (Jahr, Titel, Album, Platzierungen, Wochen, Auszeichnungen, Anmerkungen) | Höchstplatzierung, Gesamtwochen, AuszeichnungChartplatzierungen (Jahr, Titel, Album, Platzierungen, Wochen, Auszeichnungen, Anmerkungen) | Höchstplatzierung, Gesamtwochen, AuszeichnungChartplatzierungen (Jahr, Titel, Album, Platzierungen, Wochen, Auszeichnungen, Anmerkungen) | Anmerkungen                                                                         |
| Jahr | Titel Album         | DE | CH | UK | Anmerkungen                                                                         |
| ---- | ------------------- | --- | --- | --- | ----------------------------------------------------------------------------------- |
| 2016 | Love$ick Mura Masa  | DE— GoldDE | CH65 (5 Wo.)CH | UK59 Platin · (14 Wo.)UK | Erstveröffentlichung: 3. November 2016 mit A$AP Rocky                               |
| 2022 | Bbycakes Demon Time | — | — | UK71 (1 Wo.)UK | Erstveröffentlichung: 25. Februar 2022 feat. Lil Uzi Vert, PinkPantheress & Shygirl |

Weitere Singles
- 2015: Firefly (mit Nao, UK: Silber)
- 2015: Love for That (mit Shura)
- 2016: What If I Go? (mit Bonzai)
- 2017: 1 Night (mit Charli XCX)
- 2018: Doorman (mit Slowthai, UK: Silber)

## Auszeichnungen für Musikverkäufe
| Goldene Schallplatte - Polen - 2023: für die Single Love$ick - Vereinigte Staaten - 2018: für die Single Love$ick Platin-Schallplatte - Dänemark - 2019: für die Single Love$ick - Kanada - 2018: für die Single Love$ick - Neuseeland - 2020: für das Album Mura Masa - 2022: für die Single What If I Go? - 2022: für die Single Firefly | 2× Platin-Schallplatte - Australien - 2017: für die Single Love$ick 5× Platin-Schallplatte - Neuseeland - 2024: für die Single Love$ick |

Anmerkung: Auszeichnungen in Ländern aus den Charttabellen bzw. Chartboxen sind in ebendiesen zu finden.
| Land/RegionAuszeichnungen für Musikverkäufe (Land/Region, Auszeichnungen, Verkäufe, Quellen) | Silber     | Gold     | Platin       | Verkäufe  | Quellen              |
| -------------------------------------------------------------------------------------------- | ---------- | -------- | ------------ | --------- | -------------------- |
| Australien (ARIA)                                                                            | —          | —        | 2× Platin2   | 140.000   | aria.com.au          |
| Dänemark (IFPI)                                                                              | —          | —        | Platin1      | 90.000    | ifpi.dk              |
| Deutschland (BVMI)                                                                           | —          | Gold1    | —            | 200.000   | musikindustrie.de    |
| Kanada (MC)                                                                                  | —          | —        | Platin1      | 80.000    | musiccanada.com      |
| Neuseeland (RMNZ)                                                                            | —          | —        | 8× Platin8   | 225.000   | radioscope.co.nz NZ2 |
| Polen (ZPAV)                                                                                 | —          | Gold1    | —            | 25.000    | olis.pl              |
| Vereinigte Staaten (RIAA)                                                                    | —          | Gold1    | —            | 500.000   | riaa.com             |
| Vereinigtes Königreich (BPI)                                                                 | 3× Silber3 | —        | Platin1      | 1.060.000 | bpi.co.uk            |
| Insgesamt                                                                                    | 3× Silber3 | 3× Gold3 | 13× Platin13 |           |                      |